# Libro de Canonjías de la Catedral de México
Libro de Canonjías de la Catedral de México
Documento hallado en septiembre del 2005 por Jesús Alfaro Cruz y Fernando V. Zamora, investigadores del Instituto de Investigaciones Estéticas de la Universidad Nacional Autónoma de México.
El legajo contiene expedientes tan distintos entre sí como: "despacho de la Audiencia de México y real cédula sobre los límites de la diócesis de México, Oaxaca, Michoacán y Guasulco" (1534), "pleito entre México y Michoacán sobre mojón, estancias y salinas de Acámbaro" (1546), "límites del Arzobispado de México" (1549), "mojones entre las diócesis de México" (1622), "bula para la canonjía supresa de Inquisición" (1630), "cartas de los arzobispos concernientes a la canonjía lectoral, litigio del cabildo catedral contra los curas del Sagrario" (1742) y los "autos de oposición al puesto de maestro de capilla en los que figura el candidato Ignacio de Jerusalem y Stella (1750).
El expediente con los documentos del examen de oposición que presentó Ignacio de Jerusalem y Stella para ocupar el puesto de Maestro de Capilla de la catedral de México se encuentra entre los folios 97a 133v del libro de canongías en un libro que mide 32 centímetros de alto, 24 centímetros de ancho y 17 centímetros de grosor.
Este expediente contiene las partituras que entregó Jerusalem al cabildo como parte de su examen de oposición.
- Datos: Q5974943